# Muhammad Baqir Majlisi
Muhammad Baqir Majlisi, detto ʿAllāmeh Majlesī, علامه مجلسی (in persiano محمد باقر مجلسی‎; Isfahan, 1616 – 1689), è stato un teologo e giurista persiano sciita duodecimano.

## Biografia
ʿAllāma al-Majlisī, o ʿAllāmeh Majlesī (varianti: Majlesi, Majlessi, Madjlessi), o Majlisī-yi Thānī è stato un dotto religioso musulmano vissuto in età safavide. Fu la più rilevante figura religiosa dell'Iran sciita della sua epoca e scrisse oltre 100 libri in arabo e in persiano.
Rappresentante tipico del kalām sciita, ʿAllāmeh Majlesī organizzò la teologia sciita ufficiale in maniera sistematica: un insieme di studi gli permise infatti di costituire un'enciclopedia teologica in 26 volumi, «I mari delle luci» (Biḥār al-Anwār), che è la più vasta somma di ʾaḥādīth sugli Imam sciiti duodecimani.

## Formazione intellettuale
Studiò fiqh (giurisprudenza), Uṣūl al-fiqh (fonti del diritto), Tafsīr kalām (teologia), filosofia, misticismo e altre discipline religiose sotto la guida paterna e sotto quella di un gran numero di Maestri, tra cui spiccano i nomi di Sayyid Amīr Sharaf al-Dīn al-Ḥusaynī al-Shūlastānī (m. 1650) e Ḥasan ʿAlī al-Tustarī (m. 1664). Fu fortemente avverso al sufismo.
- Il volume XIII è interamente dedicato al 12º imam.
- Il volume XXVI (Kitāb al-Ijāzāt) è un commentario del Kitāb al-Kāfi di Muhammad ibn Ya'qub al-Kulayni.

Redasse del pari opere di storia e di edificazione religiosa.

## Tra religione e politica nella società iranica
ʿAllāma Majlisī intrattenne strette e cordiali relazioni con due sovrani safavidi, impegnati nell'imposizione all'Iran dello sciismo duodecimano: Shāh Sulaymān I (m. 1694) e il suo successore Shāh Sulṭān Ḥusayn (m. 1713).

Il primo di essi lo nominò Shaykh al-Islām nel 1686, mentre l'ultimo volle che il suo titolo diventasse Mullābāshī (capo dei dotti).
Animato da un forte zelo (funzionale al deciso intento safavide di affermazione dello sciismo), ʿAllāma Majlisī operò fattivamente per reprimere ogni movimento di pensiero che potesse apparire "eretico" e "infedele", ordinando ad esempio nel 1686 la distruzione degli idoli indiani presenti a Iṣfahān. Non sfuggirono alla sua attività di custode dell'ortodossia sciita neppure i sufi, gli Zoroastriani e persino i musulmani sunniti, 70 000 dei quali si dice fossero da lui stati riportati sulla "retta via" sciita.
Il suo radicalismo religioso, espresso massimamente nei suoi ultimi quattro anni di vita, quando - secondo il giudizio di Abdul-Hadi Hairi - egli fu "praticamente il vero governante dell'Iran", in qualche modo prefigurando il futuro ruolo egemonico dei dotti sciiti nella Repubblica Islamica dell'Iran, voluta da Khomeynī e dai sostenitori della Velāyat-i faqīh.